# IK Comet Halden
IK Comet Halden är en norsk ishockeyklubb från Halden som grundades 1961. Mellan 2004 och 2009 spelade klubben i Norges högsta division, Get-ligaen. I juni 2009 tvångsnedflyttades klubben efter att ha misskött sin elitlicens.
Klubben spelar sina hemmamatcher i Halden Ishall som tar 2 200 åskådare.